# Kungsklippan, Stora Essingen
Le parc Kungsklippan (en suédois : Kungsklippan) est un parc de Stora Essingen à Stockholm en Suède,.

## Description
Le parc Kungsklippan est situé sur une colline surplombant le Klara sjö et le centre-ville de Stockholm.
Kungsklippan est un plateau long et étroit situé sur le côté est de Stora Essingen et fait partie de l'îlot Gammelgården.
Gammelgårdsvägen s'étend le long du versant sud.
Kungsklippan est également le point culminant, à 41 mètres d'altitude, de Stora Essingen.
Kungsklippan est constitué d'affleurements rocheux avec des pins et des arbustes. Un sentier pédestre s'étend en diagonale sur le plateau. Les habitants d'Essinge allument généralement leur feu de la nuit de Walpurgis au sommet de la colline, qui est également la destination finale de la célébration de Walpurgis avec des fanfares qui partent d'Essingetorget.
Kungsklippan offre une vue imprenable sur Stockholm, jusqu'à Kaknästornet.
Le parc est accessible par un ascenseur à la station de métro Rådhuset, qui monte de 46 mètres depuis le hall de vente des billets jusqu'au niveau du parc.

## Histoire
Gammelgården lui-même, qui était un domaine à bail emphytéotique du château d'Ulvsunda est dessiné sur une carte topographique de 1868. Le bâtiment est toujours conservé, maintenant comme résidence privée.
Dans les anciens plans municipaux de Stora Essingen datant des années 1930, le territoire de Kungsklippan était réservé « à des fins générales », destiné à la construction d'une future église.
Une zone similaire a également été réservée comme alternative sur le plateau légèrement plus bas à l'ouest de Kungsklippan. Après une motion du conseil municipal en 1943, il fut décidé en 1945 que le bâtiment avec l'église sur Kungsklippan devait être supprimé et que toute la zone devait être aménagée en parc.
L'église d'Essinge (sv) a été construite plus tard sur le plateau inférieur et a été inaugurée en 1959.

## Galerie

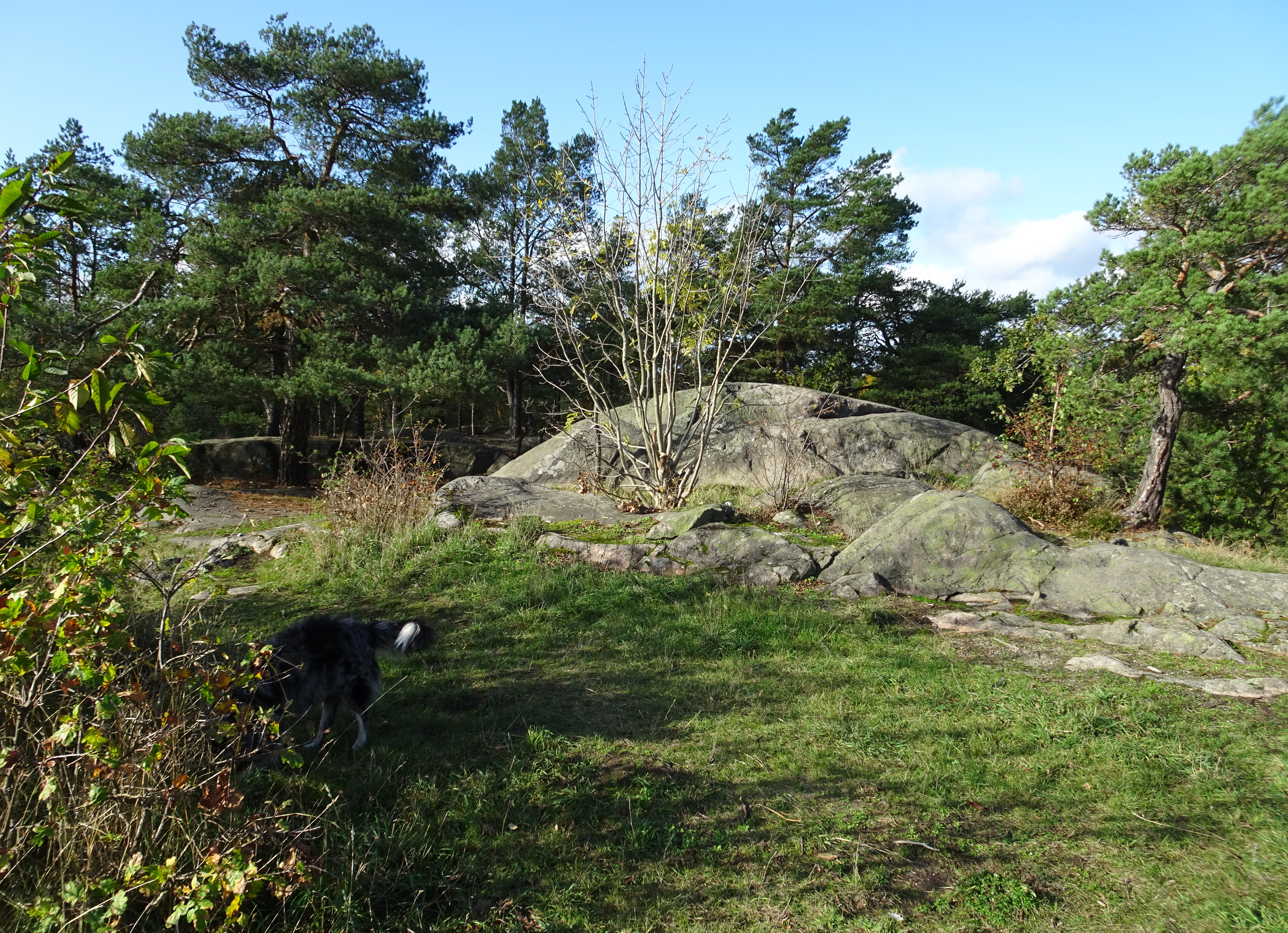
La falaise Kungsklippan.
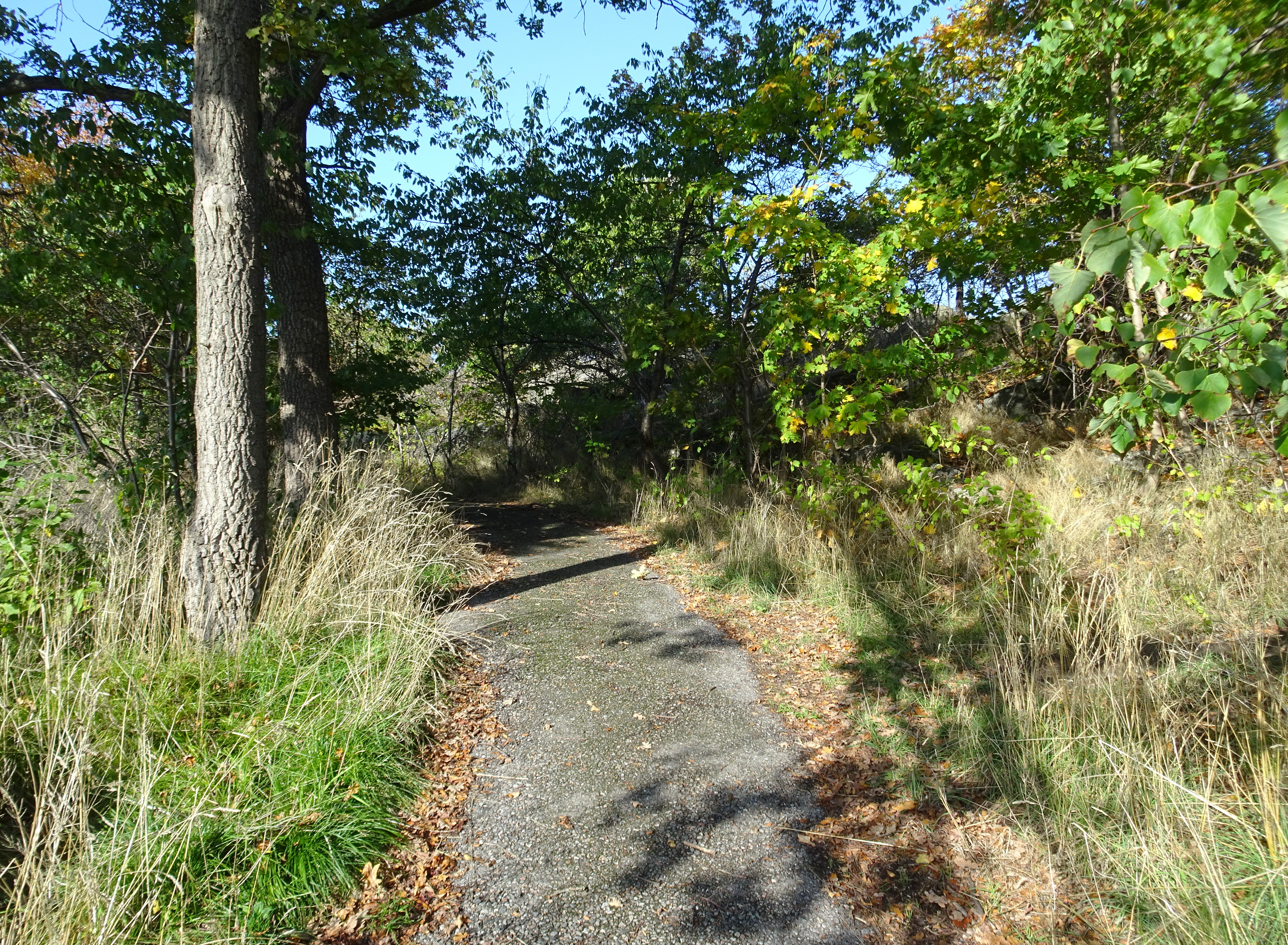
Montée de Gammelgårdsvägen vers le sommet..
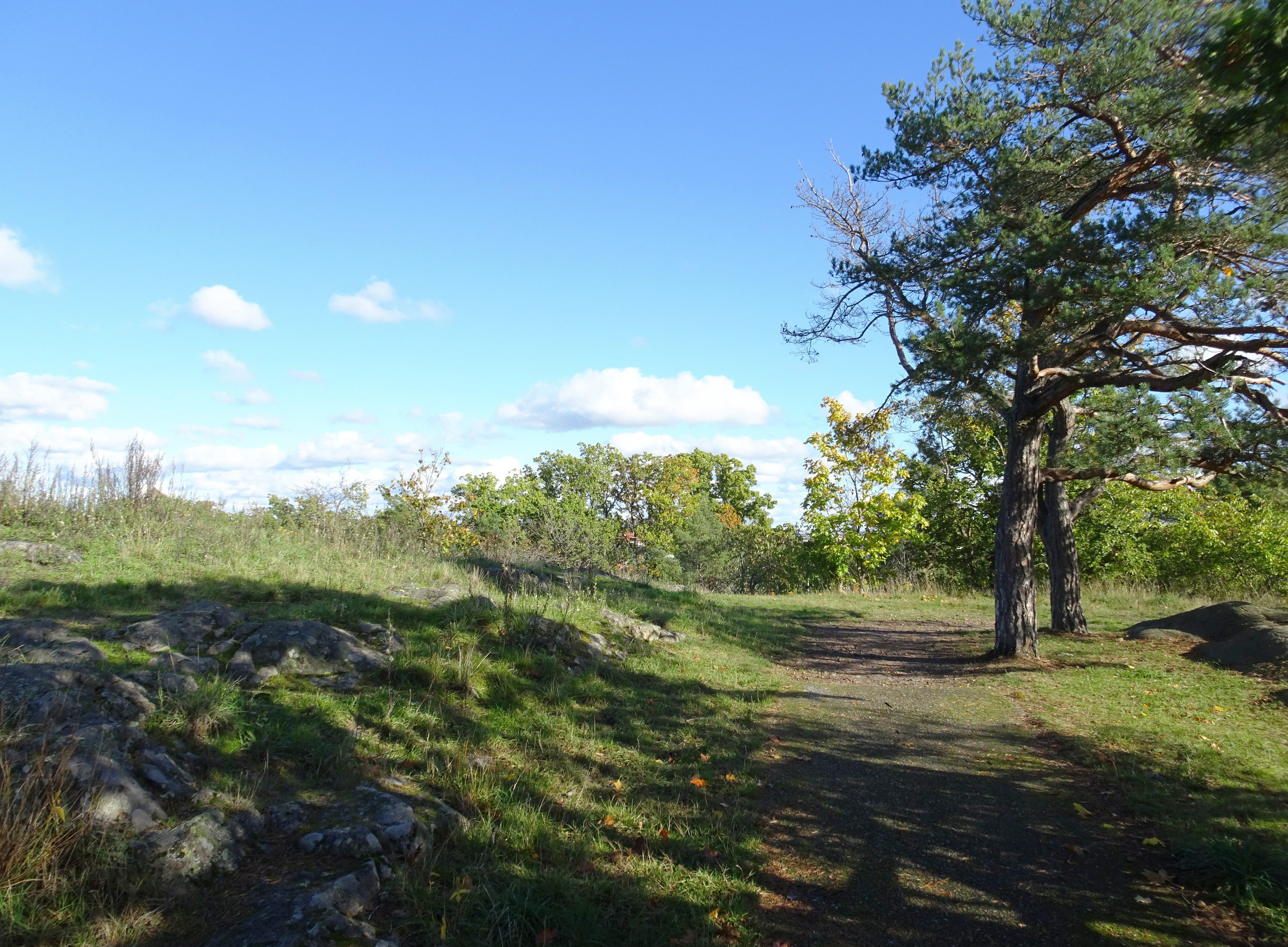
Plateau de Kungsklippan..
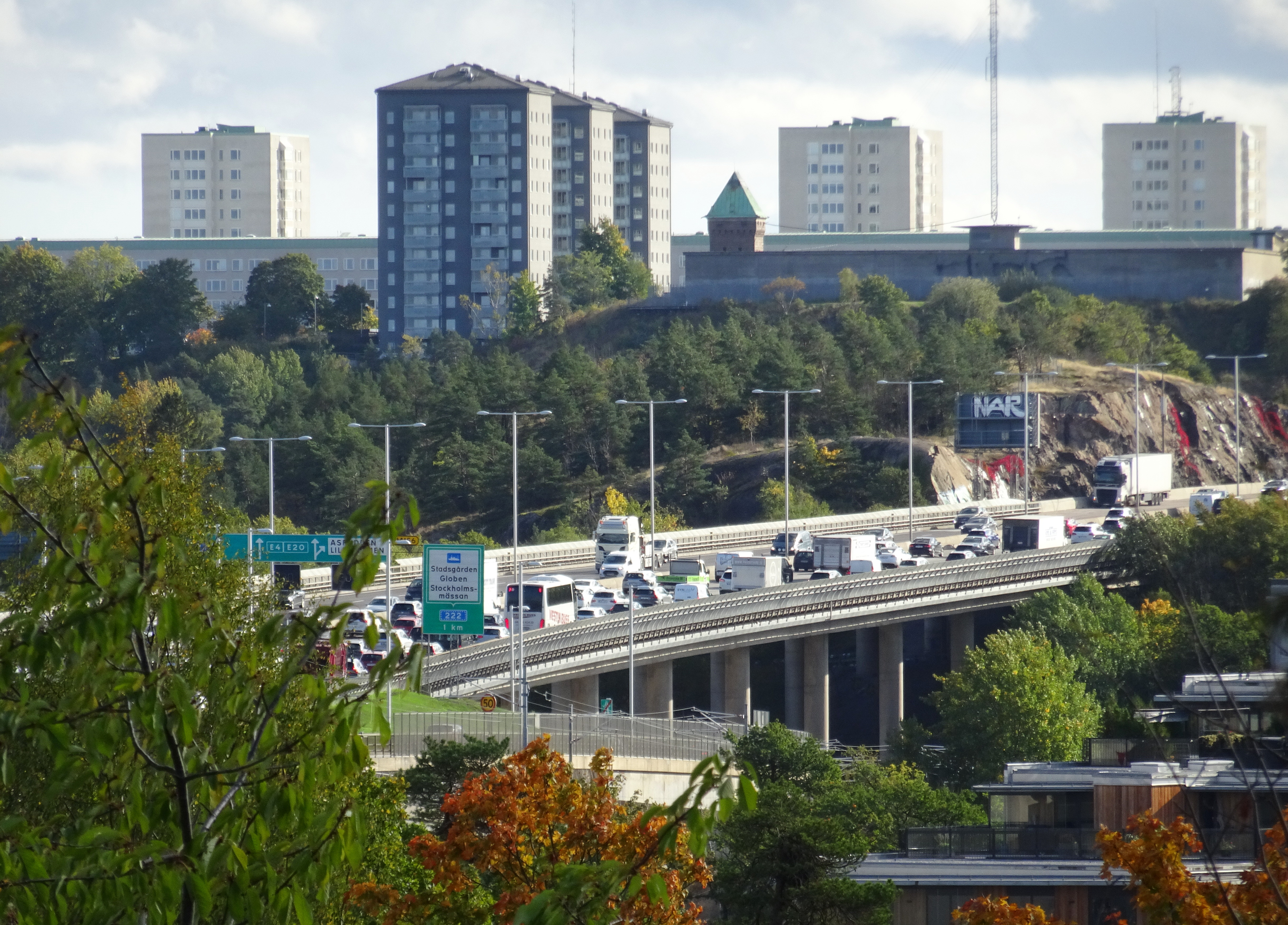
Essingeleden et Nybohovsberget.